# Wilhelm Freeman
Wilhelm Freeman, ang. William Freeman (ur. ok. 1558 w Manthorpe, zm. 13 sierpnia 1595 w Warwick) – angielski prezbiter, męczennik i błogosławiony Kościoła katolickiego, ofiara prześladowań antykatolickich w Anglii okresu reformacji.

## Życiorys
Wilhelm Freeman urodził się w Manthorpe w hrabstwie Yorkshire. Studia w Magdalen College na Uniwersytecie Oksfordzkim ukończył w 1581 roku z tytułem bakalaureata. Mieszkając w Londynie był świadkiem śmierci Edwarda Stranshama w Tyburn, co wpłynęło na decyzję o powołaniu do kapłaństwa. Podjął studia w kolegium angielskim w Remis, gdzie w 1587 roku przyjął święcenia kapłańskie i w dwa lata później podjął apostolat w Worcester i Warwick przyjmując pseudonim „Mason”. W czasie swojej pracy utrzymywał kontakty ze środowiskiem Williama Szekspira. Aresztowany został styczniu 1595 roku i skazano na śmierć.
Wilhelma Freemana beatyfikował papieża Pius XI 15 grudnia 1929 roku wraz ze 105 (z 136 wyniesionymi na ołtarze w tym samym roku) innymi ofiarami prześladowań tego okresu.
Jego wspomnienie liturgiczne obchodzone jest w dzienną rocznicę śmierci (13 sierpnia).